# Nuugaatsiaq
Nuugaatsiaq ("Den mellemstore fremspringende pynt") er en forladt grønlandsk bygd sydøst for Svartenhuk Halvø ca. 103 km nord for Uummannaq i Avannaata Kommune. Bygden havde ca. 84 indbyggere (2014) og hørte indtil 2018 under Qaasuitsup Kommune. Nærmeste bygd er Illorsuit ca. 35 km mod sydvest.
Tidligere levede man hovedsageligt af sælfangst og fiskeri efter havkat, men fiskeri efter hellefisk har bragt ny fremgang til bygden.
Folkeskolen Atuarfik Saamu har plads til ca. 12 elever fra 1. til 9. klasse. Skolen er fra 1991 og har 125 siddepladser. For at ære de døde er kirkegården blevet placeret med udkig til gode fangstpladser.
Der er butik, posthus, servicehus, sygeplejestation, kirke, forsamlingshus og et indhandlingssted med forarbejdning af hellefisk.
Nuugaatsiaq Helistop havde i 2008 304 afrejsende passagerer fordelt på 91 starter.

## Tsunami i Nuugatsiaq
Bygden blev lørdag aften den 17. juni 2017 ramt af en tsunami, der var forårsaget af et stort jordskred fra en fjeldside på 300 gange 1100 meter i Karratfjorden. Tsunamien forårsagede store ødelæggelser og befolkningen blev evakueret til Uummannaq den efterfølgende dag. Fire mennesker er formodet druknet, ni blev kvæstet og 11 bygninger - herunder elværket - blev ødelagt. Beboerne kan ikke vende tilbage, da myndighederne frygter flere jordskred.